# تورگسیوس آیلند
تورگسیوس آیلند (به انگلیسی: Turgesius Island) یک منطقهٔ مسکونی در ایرلند است که در لینستر واقع شده‌است.

## خصوصیات
تورگسیوس آیلند ۱۲۵ متر بالاتر از سطح دریا واقع شده‌است.